# Spinal Tap II: The End Continues
Spinal Tap II: The End Continues é um futuro filme mocumentário de comédia estadunidense dirigido por Rob Reiner. É uma sequência do filme This Is Spinal Tap, de 1984, e traz Christopher Guest, Michael McKean e Harry Shearer reprisando seus papéis como membros da banda de heavy metal fictícia, Spinal Tap, que se reúnem após 15 anos para um último show.
O filme está previsto para ser lançado nos Estados Unidos em 12 de setembro de 2025, pela Bleecker Street.  

## Elenco
- Christopher Guest como Nigel Tufnel
- Michael McKean como David St. Hubbins
- Harry Shearer como Derek Smalls
- Rob Reiner como Martin "Marty" Di Bergi
- Fran Drescher como Bobbi Flekman
- Don Lake
- John Michael Higgins
- Jason Acuña
- Nina Conti
- Griffin Matthews
- Kerry Godliman
- Chris Addison
- Brad Williams
- Paul Shaffer as Artie Fufkin
- Kathreen Khavari como Yasmine Farangi

Os músicos Paul McCartney, Elton John, Garth Brooks, Questlove, Trisha Yearwood, Chad Smith e Lars Ulrich devem se apresentar como eles mesmos.

## Produção
Em maio de 2022, foi anunciado que uma sequência de This Is Spinal Tap estava em desenvolvimento, com Rob Reiner, Christopher Guest, Michael McKean e Harry Shearer reprisando seus papéis e Reiner retornando como diretor.
Em novembro de 2023, Reiner anunciou que os músicos Paul McCartney, Elton John e Garth Brooks fariam participações especiais como eles mesmos.
Com um orçamento de 22,6 milhões de dólares (antes dos incentivos fiscais), as filmagens começaram em Nova Orleans em março de 2024, com Questlove e Trisha Yearwood incluídas entre as participações especiais. Fran Drescher foi anunciada no final de março para reprisar seu papel como Bobbi Flekman, com John Michael Higgins e Chris Addison entre as novas adições ao elenco. Paul Shaffer, que interpretou o inepto promotor Artie Fufkin no filme original, também foi anunciado no elenco. Ao contrário de Drescher, que foi confirmado para reprisar Bobbi Flekman, não foi revelado se Shaffer reprisaria seu papel anterior.   

## Lançamento
Em julho de 2024, Reiner estimou que o filme seria lançado no "final da primavera ou início do verão" de 2025 pela Warner Bros. Pictures como uma potencial distribuidora de cinema. Em março de 2025, a Bleecker Street anunciou a aquisição dos direitos nos EUA de Spinal Tap II, agora subintitulado The End Continues, assim como seu antecessor, com um teaser revelando uma data de lançamento nos cinemas de 12 de setembro de 2025. Em abril de 2025, a Sony Pictures Worldwide Acquisitions, que já detinha os direitos internacionais de distribuição gratuita de televisão e AVoD do original, adquiriu todos os direitos internacionais de ambos os filmes.

## Links externos
- Spinal Tap II: The End Continues no IMDb